# The Legend of the Mystical Ninja
The Legend of the Mystical Ninja (がんばれゴエモン〜ゆき姫救出絵巻〜 Ganbare Goemon: Yukihime Kyūshutsu Emaki?) es un desenfadado videojuego de acción y aventura de Konami para 1 o 2 jugadores que fue lanzado para Super NES. Salió en Japón en 1991, en Norteamérica en 1992 y en Europa en 1994. También fue portado a la Game Boy Advance en un recopilatorio con Ganbare Goemon 2: Kiteretsu Shōgun Magginesu que solo salió en Japón. Es el primer juego de la serie de videojuegos japonesa Ganbare Goemon en tener un lanzamiento occidental. También se ha lanzado para la Consola Virtual de Wii en Japón, Europa, Australia, Nueva Zelanda, Canadá y los Estados Unidos.